# Ris (ozvezdje)
Ris (latinsko Lynx) je ozvezdje severne nebesne poloble in eno od 88 sodobnih ozvezdij, ki jih je priznala Mednarodna astronomska zveza. Ni bilo med Ptolemejevimi 48-imi ozvezdji. Uvedel ga je Johannes Hevel leta 1790. Tako se imenuje zato, ker je precej temno ozvezdje, tako da je treba imeti za opazovanje očesi risa. Hevel je le kartiral ozvezdje, ker je želel zapolniti luknjo med ozvezdjema Velikega medveda in Voznika.

## Znana nebesna telesa v ozvezdju

### Zvezde
- Elvašak (α Lyn) [Alvašak, Alvašek, Al Fahd]. Skupaj z zvedama Regul in Poluks tvori enakostranični trikotnik. Rdeča spremenljivka, spektralni razred K7 IIIvar, navidezni sij 3,14m, oddaljenost od Sonca 222 sv. l.
- Alskiaukat (κ Lyn, 31 Lyn). Oranžna orjakinja, spektralni razred K4.5III-IIIb, 4,35m, oddaljenost 389 sv. l. Le α in κ imata v ozvezdju Bayerjevi oznaki.
- Makuloza (38 Lyn) [Makulata], dvozvezdje, spektralni razred A1 V, 3,82m, oddaljenost 122 sv. l.
- HD 75898, spektralni razred G0, navidezni sij 3,51m, oddaljenost 263 sv. l. 11. januarja 2007 je skupina California and Carnegie Planet Search odkrila planet b. Planet je plinski velikan z 2,5 maso Jupitra. Matična zvezda je trikrat svetlejša od Sonca. in okoli nje okroži na razdalji 1,168 a.e. v času 1,1 leta.
- XO-2, spektralni razred G8 V, 4,97 m, oddaljenost 881 sv. l. Ima planet b, okrit leta 2007 z metodo prehoda z Daljnogledom XO na ognjeniški gori Haleakali na otoku Maui na Havajih.
- XO-4, spekralni razred F5 V, 3,37 m, oddaljenost 956 sv. l.. Ima planet b.
- XO-5, rumeno-bela pritlikavka glavnega niza, spektralni razred G8 V, 4,97 m, oddaljenost 881 sv. l. Zvezda je le 1,15-krat večja od Jupitra. Ima planet b.

Koordinati:  08h 00m 00s, +45° 00′ 00″